# Igreja Matriz de Santo Antônio (Tiradentes)

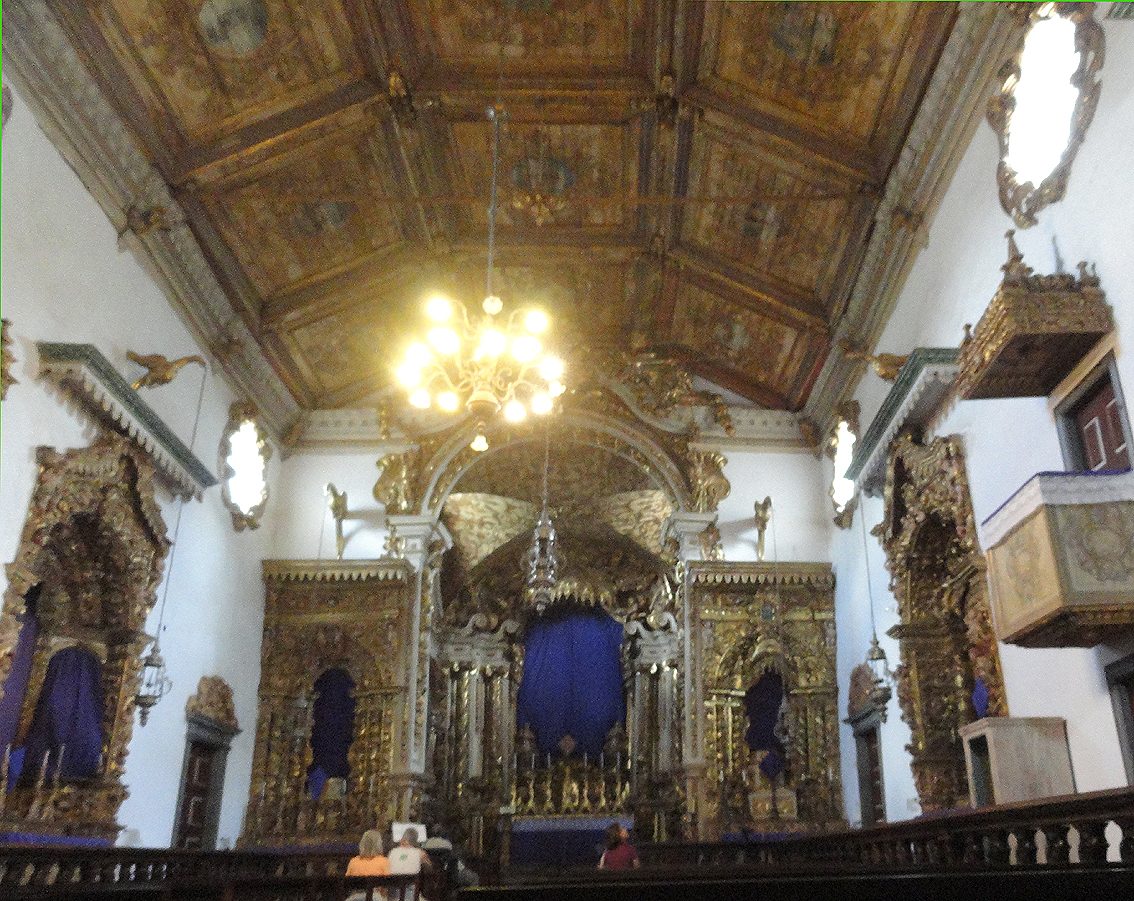
Interior.

A Igreja Matriz de Santo Antônio é o mais antigo e principal templo católico de Tiradentes, no Brasil, e um grande exemplo de arquitetura e arte barroca e rococó.
Suas origens estão ligadas á própria fundação da cidade, o antigo Arraial Velho de Santo Antônio Do Rio Das Mortes. Uma primeira capela foi erguida em data incerta, tornando-se a sede da primeira freguesia da Comarca do Rio das Mortes. Em 1710 um grupo de devotos fundou a Irmandade do Santíssimo Sacramento, e aparentemente neste mesmo ano foi criada a paróquia e foram lançados os fundamentos para uma nova e maior igreja. Em 1732 o edifício estava quase pronto, faltando apenas o piso e o forro. Nem bem se acabara quando iniciaram novas obras para uma ampliação, documentada entre 1736 e 1737 por recibos de pagamentos, mas cuja natureza é incerta. As obras continuariam ao longo de todo o século XVIII, com o acréscimo de consistórios e sacristias nas laterais. Em 1788 foram instalados os relógios das torres, ainda em funcionamento, e em 1785 o relógio de sol em pedra-sabão diante da igreja, obra de Leandro Gonçalves Chaves, hoje um dos ícones da cidade. No fim do século a fachada sofreu novas intervenções e entre 1807 e 1810 toda a frontaria foi substituída por um traçado rococó encomendado ao Aleijadinho. As obras foram encarregadas ao mestre-pedreiro Cláudio Pereira Viana, que acrescentou também o adro com balaustradas de pedra, concluído em torno de 1813. Na década de 1840 foram instaladas as cancelas de ferro. Um restauro geral do edifício já foi necessário em 1893, seguindo por outro em 1946 realizado pelo IPHAN, com outros reparos realizados em 1973, 1980 e 1982.
A fachada é larga, com uma porta central com uma moldura em pedra entalhada realizada pelo Aleijadinho, que se prolonga para cima até encontrar o óculo redondo. Nas laterais se abrem dois janelões com balaustradas. O frontão é simples, ornamentado com duas volutas nas laterais, coroadas de pináculos, tendo ao centro uma cruz e duas pinhas. Ladeando a fachada se erguem duas torres sineiras, com seteiras na base e relógios no topo, sobre os quais estão arcos vazados para os sinos. Os coruchéus têm formato de sino com partido quadrado e chanfraduras nos cantos, coroados de pináculos. Uma larga cimalha corta toda a fachada horizontalmente, separando os pisos inferior e superior e contornando o óculo. Sua planta segue o padrão barroco básico, com uma nave única com altares enfileirados nas laterais e uma capela-mor ao fundo.
O interior foi decorado em várias etapas e mostra diversas abordagens do estilo Barroco. Os altares de Nossa Senhora da Conceição e São Miguel e Almas são os mais antigos. O primeiro foi erguido antes de 1727 e o segundo foi dourado em 1732. Ambos seguem no geral o Estilo Nacional Português, com detalhes nos estilos Barroco Joanino e Rococó. Os altares da Irmandade do Bom Jesus do Descendimento (1734) e Bom Jesus dos Passos (1730) são obra de Pedro Monteiro de Souza, mostrando um Barroco Joanino incipiente. Os de Nossa Senhora do Terço e Nossa Senhora da Piedade foram realizados entre 1735 e 1745 e seguem em linhas gerais a mesma estética, mas sua execução e detalhes revelam uma outra autoria.
A capela-mor primitiva já estava sendo reformada em 1727, e sua condição atual data do período entre 1736 e 1750. O retábulo provavelmente se deve ao mestre entalhador João Ferreira Sampaio, autor dos ornamentos do arco do cruzeiro e de elementos da capela-mor. Segundo o IPHAN, "trata-se de esplendoroso conjunto homogêneo de talha, no melhor do estilo D. João V, comparável às igrejas de Santa Clara e São Francisco do Porto".
O coro foi construído em torno de 1740, com rica decoração de guirlandas, contando com a participação do mestre Pedro Monteiro de Souza. A pintura dos forros da capela-mor e da nave provavelmente se devem a Antônio Caldas, que contratou a pintura e douramento da igreja em 1750. Na capela a pintura traz motivos no estilo grottesco, e na nave remete a padrões do Estilo Nacional, dividindo o espaço em caixotões preenchidos com motivos da Eucaristia e cenas do Antigo Testamento. A capela conta também com duas grandes pinturas ovais de um certo João Batista, mas sua qualidade é regular. O piso de madeira data de 1774 e foi instalado por Manoel José de Oliveira, mas o trecho debaixo do coro foi substituído mais tarde. Desta época também é a balaustrada entalhada em jacarandá, em estilo Rococó, atribuída a Salvador de Oliveira.
As duas sacristias foram decoradas com talha em estilo Rococó por Salvador de Oliveira e Romão Dias Pereira Cardoso na década de 1780, com forros e painéis pintados por Manoel Victor de Jesus, artista que deixou painéis também nos consistórios dos Passos, do Santíssimo Sacramento e do Descendimento. Várias alfaias do século XVIII ainda decoram os altares. Por fim, deve-se mencionar o precioso órgão importado da cidade do Porto e instalado em 1788. Pela sua bela fachada e riquíssima decoração interior a Matriz é um dos principais monumentos da tradição barroca em Minas Gerais, sendo tombada em nível nacional pelo IPHAN.